# Almudena Alonso
Almudena Alonso Herrero (nacida el 2 de diciembre de  1968) es una astrónoma española cuya investigación incluye el uso de la astronomía infrarroja para estudiar la formación de estrellas y la emisión de polvo en las galaxias Seyfert y otras galaxias con núcleos activos. Es investigadora del Consejo Superior de Investigaciones Científicas (CSIC), afiliada al departamento de astrofísica del Centro Español de Astrobiología del Instituto Nacional de Técnica Aeroespacial.

## Biografía
Alonso-Herrero estudió física y cosmología en la Universidad Complutense de Madrid, donde se licenció en 1991 y completó su doctorado en 1996 (tesis: Estudio en el infrarrojo cercano de galaxias con líneas de emisión). Fue investigadora postdoctoral en la Universidad de Oxford, la Universidad de Arizona y la Universidad de Hertfordshire, y asumió su puesto actual en el Consejo Superior de Investigaciones Científicas en 2016.
Formó parte de los equipos de instrumentos de NICMOS para el telescopio espacial Hubble y de MIPS para el telescopio espacial Spitzer. Es coinvestigadora española del Consorcio Europeo James Webb MIRI. Ha formado parte de varios comités internacionales, entre ellos el Comité de Ciencia y Tecnología del Observatorio Europeo Austral (ESO) y el Grupo de Trabajo de Astronomía de la Agencia Espacial Europea (ESA). 

## Reconocimientos
Alonso Herrero es miembro de la Royal Astronomical Society y fue elegida miembro correspondiente de la Real Academia de Ciencias de España en 2022.